# IV. Strafsenat des Reichsgerichts
Der IV. Strafsenat des Reichsgerichts war ein Spruchkörper des Reichsgerichts. Es handelte sich um einen der bis zu sechs Senate, die sich mit Strafsachen befassten. Von 1924 bis 1934 nahm er (zeitweise zusammen mit dem V. und VI. Strafsenat) erstinstanzliche Aufgaben im Bereich des politischen Strafrechts wahr.

## 1884–1924
Der Senat wurde errichtet am 1. April 1884 und bestand als Rechtsmittelinstanz bis zum 1. Oktober 1924.

### Geschäftsverteilung 1896
Zuständig war der Senat:
für die Strafsachen aus den Oberlandesgerichtsbezirken Braunschweig, Breslau, Kassel, Kiel, Posen, Rostock, Stettin.

### Besetzung
Farblegende: 
Ruhestand vor dem 1. Juli 1919 in   
Ruhestand vor dem 1. Oktober 1934  in   
Ruhestand nach dem 1. Oktober 1934 in   

#### Senatspräsidenten
| Nr. | Name                                           | Ernennung       | Senatsaustritt  |                                                                                          |  |
| --- | ---------------------------------------------- | --------------- | --------------- | ---------------------------------------------------------------------------------------- |  |
| 1   | Wilhelm Richard Friedrich (1816–1898)          | 1. April 1884   | 1. Oktober 1891 | Ruhestand                                                                                |  |
| 2   | Heinrich Dähnhardt (1836–1902)                 | 1. Oktober 1891 | 1. Januar 1893  | Übertritt zum 6. Zivilsenat                                                              |  |
| 3   | Georg Freiesleben (1839–1919)                  | 1. Januar 1893  | 1. April 1906   | Ruhestand                                                                                |  |
| 4   | Friedrich Menge (1845–1920)                    | 17. April 1906  | 16. August 1906 | Übertritt zum 1. Strafsenat                                                              |  |
| 5   | Julius Friedrich Reichardt (1850–1935)         | 1. Oktober 1906 | 1. April 1919   | Ruhestand                                                                                |  |
| 6   | Heinrich Leopold Moritz Ernst Stoeckel (1856–) | 1. April 1919   | 1. Oktober 1924 | 15. April 1923 bis 15. Juli 1923 zugleich 5. Strafsenat bzw. Übertritt zum 3. Strafsenat |  |

#### Reichsgerichtsräte
| Nr. | Name                                            | Senatseintritt                               | Senatsaustritt    |                                                                 |  |
| --- | ----------------------------------------------- | -------------------------------------------- | ----------------- | --------------------------------------------------------------- |  |
| 1   | Hermann Wittmaack (1833–1928)                   | 1. April 1884                                | 1. Mai 1885       | Übertritt zum 6. Zivilsenat                                     |  |
| 2   | Karl Oskar Meves (1828–1898)                    | 1. April 1884                                | 1. Dezember 1896  | Ruhestand                                                       |  |
| 3   | Julius Petersen (1835–1909)                     | 1. April 1884                                | 1. Juli 1884      | Übertritt zum 1. Strafsenat                                     |  |
| 4   | Gustav Friedrich August Wienstein (1828–1891)   | 1. April 1884                                | 1. Juli 1884      | Übertritt zum 4. Zivilsenat                                     |  |
| 5   | Konrad Nötel (1830–1902)                        | 1. April 1884                                | 1. Januar 1892    | Übertritt zum 4. Zivilsenat                                     |  |
| 6   | Otto Loewenstein (1833–1909)                    | 1. April 1884                                | 1. Mai 1886       | Übertritt zum 6. Zivilsenat                                     |  |
| 7   | Karl von Bülow (1834–1910)                      | 1. Juli 1884                                 | 1. Juni 1896      | Ernennung zum Senatspräsidenten des 2. Strafsenat               |  |
| 8   | Hugo Rehbein (1833–1907)                        | 1. Juli 1884                                 | 1. Mai 1886       | Übertritt zum 2. Strafsenat                                     |  |
| 9   | Adolf Wilhelm Zander (1829–1910)                | 1. Mai 1886                                  | 1. Juni 1899      | Ruhestand                                                       |  |
| 10  | Alexander Wilhelm Hermann Schmalz (1828–1916)   | 1. Juni 1886                                 | 1. Oktober 1903   | Übertritt zum 2. Strafsenat                                     |  |
| 11  | Oskar Loebell (1836–1897)                       | 1. Mai 1886                                  | 1. Januar 1891    | Übertritt zum 5. Zivilsenat                                     |  |
| 12  | Anton Hubert Horten (1838–1903)                 | 1. Januar 1891                               | 1. Juni 1899      | Übertritt zum 2. Strafsenat                                     |  |
| 13  | Otto Suppes (1836–1911)                         | 1. Januar 1892                               | 1. Oktober 1906   | Ruhestand                                                       |  |
| 14  | Franz Friedrich Schulte (1837–1911)             | 16. Mai 1892                                 | 1. Januar 1893    | Übertritt zum 3. Strafsenat                                     |  |
| 14  | Julius Friedrich Reichardt (1850–1934)          | 14. Mai 1893                                 | 1. Oktober 1906   | Ernennung zum Senatspräsidenten                                 |  |
| 15  | Anton Braunbehrens (1840–1901)                  | 1. Oktober 1893                              | 6. Dezember 1901  | Verstorben                                                      |  |
| 16  | Georg Ludwig Konrad von Bruchhausen (1846–1899) | 1. Mai 1894                                  | 15. Februar 1895  | Übertritt zum 3. Strafsenat                                     |  |
| 17  | Karl von Hassell (1841–1925)                    | 1. Mai 1896                                  | 1. Oktober 1896   | Übertritt zum 3. Strafsenat                                     |  |
| 18  | Arnold Hesse (1838–1908)                        | 1. Januar 1897                               | 1. Mai 1899       | Übertritt zum 4. Zivilsenat                                     |  |
| 19  | Peter Spahn (1846–1925)                         | 1. Juni 1898                                 | 1. Juli 1898      | Übertritt zum 5. Zivilsenat                                     |  |
| 20  | Günther von Bünau (1844–1899)                   | 1. Juli 1898                                 | 1. Mai 1899       | Übertritt zum 7. Zivilsenat                                     |  |
| 21  | Moritz Alexander Bartsch (1845–1918)            | 1. Mai 1899                                  | 1. November 1912  | Ruhestand                                                       |  |
| 22  | Alfred Hagens (1856–1934)                       | 1. Mai 1899                                  | 1. Juni 1900      | Übertritt zum 1. Zivilsenat                                     |  |
| 23  | Franz Galli (1839–1917)                         | 1. Juni 1899                                 | 1. Juni 1903      | Ruhestand                                                       |  |
| 24  | Karl Eduard Blume (1847–1909)                   | 1. Juni 1899                                 | 19. Juni 1909     | Verstorben                                                      |  |
| 25  | Karl Schraub (1847–1917)                        | 1. Juni 1900                                 | 1. November 1911  | Ruhestand                                                       |  |
| 26  | Albert Richter (1847–)                          | 15. Februar 1902                             | 1. September 1913 | Ruhestand                                                       |  |
| 27  | Heinrich Leopold Moritz Ernst Stoeckel (1856–)  | 1. Juni 1903                                 | 17. April 1906    | Übertritt zum 5. Zivilsenat                                     |  |
| 28  | Friedrich Karl Ludwig Wulfert (1857–1915)       | 1. April 1906                                | 17. April 1906    | Übertritt zum 5. Zivilsenat                                     |  |
| 29  | Karl August Gustav Dumreicher (1842–1920)       | 17. April 1906                               | 1. Juni 1907      | Ruhestand                                                       |  |
| 30  | Edmund Fuchs (1859–)                            | 1. Oktober 1906                              | 1. Juli 1910      | Übertritt zum 7. Zivilsenat                                     |  |
| 31  | Johann Jakob von Metzen (1851–1915)             | 1. November 1906                             | 5. April 1915     | Verstorben                                                      |  |
| 32  | Bernhard Oppermann (1853–1917)                  | 1. Juni 1907                                 | 23. August 1917   | Verstorben                                                      |  |
| 33  | Paul Hermann Ferdinand Ackermann (1853–1915)    | 1. Oktober 1909                              | 1. Dezember 1912  | Übertritt zum 5. Strafsenat                                     |  |
| 34  | Wilhelm Büsing (1854–1932)                      | 16. September 1910                           | 1. Dezember 1919  | Ruhestand                                                       |  |
| 35  | Adolf Lobe (1860–1939)                          | 1. Januar 1912                               | 1. April 1919     | Übertritt zum 2. Zivilsenat                                     |  |
| 36  | Rudolf Greuner (1858–1926)                      | 1. November 1912                             | 1. Oktober 1924   | Übertritt zum 3. Strafsenat                                     |  |
| 37  | Ernst Rosenberg (1862–??)                       | 1. November 1912                             | 1. Februar 1919   | Übertritt zum 5. Zivilsenat                                     |  |
| 38  | Georg Zaeschmar (1852–1932)                     | 1. September 1913                            | 1. Januar 1920    | Ruhestand                                                       |  |
| 39  | Heinrich August Walter Staffel (1861–)          | 10. Juni 1914                                | 1. Oktober 1914   | Übertritt zum 5. Strafsenat                                     |  |
| 40  | Heinrich von Feilitsch (1856–1932)              | 1. Juni 1915                                 | 1. Januar 1916    | Übertritt zum 5. Strafsenat                                     |  |
| 41  | Max Oelschlaeger (1861–)                        | 1. Januar 1916                               | 15. April 1923    | Übertritt zum Übertritt in erstinstanzlichen Strafsenat (s. u.) |  |
| 42  | Karl Lorenz (1868–1931)                         | 1. November 1917                             | 8. Mai 1922       | Übertritt zum 5. Zivilsenat                                     |  |
| 43  | Bruno Doehn (1866–1924)                         | 1. Oktober 1918                              | 1. Oktober 1924   | Übertritt zum 4. Strafsenat (s. u.)                             |  |
| 44  | Fritz Seyffarth (1872–1938)                     | 1. April 1919                                | 1. Januar 1920    | Übertritt zum 4. Zivilsenat                                     |  |
| 45  | Franz Hettner (1863–1946)                       | 16. September 1919                           | 15. April 1921    | Übertritt zum 6. Strafsenat                                     |  |
| 46  | Hermann Schmitz (1873–1952)                     | 1. Dezember 1919                             | 1. Oktober 1924   | Übertritt zum 4. Strafsenat (s. u.)                             |  |
| 47  | Richard Metz (1865–1945)                        | 3. Februar 1920                              | 1. Oktober 1923   | Übertritt zum 4. Zivilsenat                                     |  |
| 48  | Alfred Krühne (1870–)                           | 1. Mai 1920                                  | 1. Oktober 1924   | Übertritt zum 2. Strafsenat                                     |  |
| 49  | Alexander Baumgarten (1868–1933)                | 1. April 1921                                | 1. Oktober 1924   | Übertritt zum 4. Strafsenat (s. u.)                             |  |
| 50  | Richard Alfred Tittel (1870–1937)               | (Hilfsrichter 15. April 1921) 1. Mai 1922    | 1. Oktober 1924   | Übertritt zum 1. Strafsenat                                     |  |
| 51  | Guetermann (Gütermann), Karl Emil (1871-)       | (Hilfsrichter 13. Mai 1922)                  | 11. Dezember 1922 | Übertritt zum 1. Strafsenat                                     |  |
| 52  | Max Landois (1873–1935)                         | (Hilfsrichter 4. Dezember 1922) 1. Juni 1923 | 1. Oktober 1924   | Übertritt zum 4. Strafsenat (s. u.)                             |  |
| 53  | Ernst Witten (1871–)                            | (Hilfsrichter 10. Januar 1923)               | 15. Juli 1923     | Übertritt zum 5. Zivilsenat                                     |  |
| 54  | Wilhelm Witt (1869–)                            | 15. Juli 1923                                | 1. Dezember 1923  | Übertritt zum 3. Strafsenat                                     |  |
| 55  | Carl Boos (1873–)                               | 15. Juli 1923                                | 1. Oktober 1924   | Übertritt zum 4. Zivilsenat                                     |  |

## 1924–1926
Am 15. April 1923 als besonderer Strafsenat errichtet, der erstinstanzlich für Hoch- und Landesverrat gem. §§ 136,  §§ 138 GVG an die Stelle des vereinigten zweiten und dritten Strafsenats trat. Ab 16. September 1923 war er der V. Strafsenat. Als IV. Strafsenat firmierte er vom 1. Oktober 1924 bis zum 1. April 1926. Die Mitglieder des erstinstanzlichen Strafsenats waren zugleich Mitglieder des Staatsgerichtshofs zum Schutze der Republik.

### Senatspräsidenten
| Nr. | Name                          | Ernennung        | Senatsaustritt    |           |  |
| --- | ----------------------------- | ---------------- | ----------------- | --------- |  |
| 1   | Paul Richter (1856–1939)*     | (15. April 1923) | (1. Oktober 1924) | Ruhestand |  |
| 2   | Alexander Niedner (1862–1930) | 1. Oktober 1924  | (1. Februar 1928) | Ruhestand |  |

### Reichsgerichtsräte
();*
| Nr. | Name                             | Senatseintritt                                | Senatsaustritt                        |                                                      |  |
| --- | -------------------------------- | --------------------------------------------- | ------------------------------------- | ---------------------------------------------------- |  |
| 1   | Karl Friedrich Paul (1856–1943)  | (15. April 1923)                              | 1. Januar 1925                        | Ruhestand                                            |  |
| 2   | Max Oelschlaeger (1861–)         | (15. April 1923)                              | 1. Januar 1925                        | Übertritt zum 3. Strafsenat                          |  |
| 3   | Max Rosenthal (1868–1930)        | (15. April 1923)                              | 15. Juni 1926                         | Übertritt zum 3. Strafsenat                          |  |
| 4   | Franz Hettner (1863–1946)        | (15. April 1923)                              | 1. April 1926                         | Übertritt zum 2. Strafsenat                          |  |
| 5   | Otto Warneyer (1867–1941)*       | (15. April 1923)                              | (3. Januar 1924)                      | Übertritt zum 6. Zivilsenat                          |  |
| 6   | Karl Hüfner (1864–1949)          | (15. April 1923)                              | 15. Oktober 1928                      | Übertritt zum 8. Zivilsenat                          |  |
| 7   | Georg Müller (1868–1945)         | (15. April 1923)                              | 1. Juni 1926                          | Übertritt zum 1. Zivilsenat                          |  |
| 8   | Robert Teichmann (1867–1942)*    | (15. April 1923)                              | (15. Juni 1923)                       | Übertritt zum 7. Zivilsenat                          |  |
| 9   | Walter Willhöfft (1873–1936)*    | (15. April 1923)                              | (25. März 1924)                       | Übertritt zum 2. Strafsenat                          |  |
| 10  | Bernhard Ehrlich (1872–)*        | (OLGR; Rat 1. Mai 1923 zurück 1. Januar 1927) | (15. Juli 1923 bzw. 15. Juni 1927)    | Übertritt zum 1. Zivilsenat bzw. 6. Zivilsenat       |  |
| 11  | Viktor Hoeniger (1870–1953)*     | (Hilfsrichter; 1. Mai 1923)                   | (1. April 1924)                       | Übertritt zum 4. Zivilsenat                          |  |
| 12  | Guetermann                       | (Hilfsrichter 15. Juli 1923)                  | (28. Februar 1925)                    | Ausgeschieden                                        |  |
| 13  | Carl Mengelkoch (1870–)          | (15. Juli 1923 bzw.) 1. Januar 1925           | (26. Juni 1924 bzw. 15. Oktober 1928) | Übertritt zum 2. Strafsenat bzw. 8. Zivilsenat       |  |
| 14  | Bruno Doehn (1866–1924)          | 1. Oktober 1924                               | 10. Dezember 1924                     | Verstorben                                           |  |
| 15  | Hermann Schmitz (1873–1952)      | 1. Oktober 1924                               | (1. Juli 1926)                        | Zugleich ab 23. April 1926 3. Strafsenat             |  |
| 16  | Alexander Baumgarten (1868–1933) | 1. Oktober 1924 (bzw. 18. Mai 1926)           | 1. April 1926 (bzw. 4. Oktober 1928)  | Übertritt zum 4. Strafsenat bzw. 4. Strafsenat (s.u) |  |
| 18  | Max Landois (1873–1935)          | 1. Oktober 1924                               | 1. Januar 1925                        | Übertritt zum 5. Zivilsenat                          |  |
| 19  | Hans Conze (1879–1942)           | 4. Dezember 1924                              | 1. Februar 1926                       | Übertritt zum 1. Zivilsenat                          |  |
| 20  | Marcell Driver (1866–1952)       | 4. Dezember 1924                              | 1. April 1926                         | Übertritt zum 4. Strafsenat (s. u.)                  |  |
| 21  | Hermann Arnold (1874–1961)       | 4. Dezember 1924                              | 1. April 1926                         | Übertritt zum 4. Strafsenat (s. u.)                  |  |
| 22  | Franz Schleyer (1879–1939)       | 4. Dezember 1924                              | 1. April 1926                         | Übertritt zum 4. Strafsenat (s. u.)                  |  |
| 23  | Karl Lorenz (1868–1931)          | 1. Januar 1925                                | 1. April 1926                         | Übertritt zum 4. Strafsenat (s. u.)                  |  |
| 24  | Maximilian Schwalb (1864–1943)   | 1. Januar 1925                                | 16. September 1925                    | Übertritt zum 6. Zivilsenat                          |  |
| 25  | Ernst Hallamik (1870–)           | 1. Januar 1925                                | 1. April 1926                         | Zugleich ab 28. Dezember 1925 4. Zivilsenat          |  |
| 26  | Paul Richard Kahleyß (1872–)     | 9. Januar 1925                                | (15. Juni 1927)                       | Übertritt zum 6. Zivilsenat                          |  |
| 27  | Hermann Coenders (1874–)         | 1. Januar 1925                                | 1. April 1926                         | Übertritt zum 4. Strafsenat (s. u.)                  |  |
| 28  | Friedrich Helber (1870–1942)     | 7. Januar 1925                                | 1. April 1926                         | Übertritt zum 4. Strafsenat (s. u.)                  |  |
| 29  | Albert Bittinger (1868–1925)     | 28. Februar 1925                              | 7. April 1925                         | Verstorben                                           |  |
| 30  | Heinrich Fickler (1872–)         | 1. Juli 1925                                  | 4. Dezember 1925                      | Übertritt zum 5. Strafsenat                          |  |
| 31  | Fritz Rheinisch (1868–1953)      | 1. Juli 1925                                  | (15. Oktober 1928)                    | Übertritt zum 8. Zivilsenat                          |  |
| 32  | Julius Lellbach (1873–)          | 1. Juli 1925                                  | 4. Dezember 1925                      | Übertritt zum 4. Zivilsenat                          |  |
| 33  | Bruno Krüger (1878–1931)         | 1. Oktober 1925                               | 4. Dezember 1925                      | Zugleich ab 10. November 1925 5. Zivilsenat          |  |
| 34  | Justus Bender (1870–1954)        | 29. Dezember 1925                             | 1. April 1926                         | Übertritt zum 4. Strafsenat (s. u.)                  |  |
| 35  | Fritz Lindenmaier (1881–1960)    | 19. Januar 1926                               | (21. April 1926)                      | Übertritt zum 1. Zivilsenat                          |  |

## 1926–1934
Der Senat wurde für erstinstanzliche Sachen errichtet. Er löste den Staatsgerichtshof zum Schutz der Republik ab, Straftaten des Republikschutzgesetzes (RSG) zu ahnden. Die Härte gegen links machte den Staatsgerichtshofs für die SPD ab 1925 nicht mehr tragbar. Zum 1. April 1926 übernahm der IV. Strafsenat die Zuständigkeit für Republikschutz- und Hochverratssachen, der V. Strafsenat die für Landesverrat und Spionage. Kritisiert wurde, dass Niedner als Präsident des IV. Strafsenats übernommen wurde und sich die Praxis des Staatsgerichtshofs fortsetzte. Von Oktober 1928 bis Ende 1932 waren IV. und V. Strafsenat wieder zusammengelegt. Ende 1932 erfolgte eine Aufteilung der Zuständigkeiten nach Buchstaben: IV. Strafsenat A bis L, V. Strafsenat M bis Z (Mitte 1933 erhielt der VI. Strafsenat A bis D sowie T bis Z, und L ging an den V. Strafsenat).
Der Staatsgerichtshof nahm in ständiger Rechtsprechung Idealkonkurrenz zwischen Vorbereitung zum Hochverrat und §§ 7,4 RSG im Falle einer KPD-Mitgliedschaft an. Die KPD sei eine staatsfeindliche Verbindung im Sinne der §§ 7,4 RSG gewesen. Die Idealkonkurrenz hatte zur Folge, dass auf Grund der höheren Strafdrohung des RSG die KPD-Mitglieder mit Zuchthaus oder Gefängnis bestraft wurden im Gegensatz zu Rechtsradikalen, die – wenn überhaupt – nur wegen Vorbereitung zum Hochverrat zu Festungshaft verurteilt wurden.
Am 24. April 1934 wurde mit dem Gesetz zur Änderung von Vorschriften des Strafrechts und des Strafverfahrens dem Reichsgericht die erstinstanzlichen Sachen entzogen und dem neugeschaffenen Volksgerichtshof übertragen.

### Bekannte Urteile
- Ulmer Reichswehrprozess (1930)
- Weltbühnenprozess (1931)
- Reichstagsbrandprozess (1933)

### Besetzung

#### Senatspräsidenten
| Nr. | Name                          | Ernennung       | Senatsaustritt  |                             |  |
| --- | ----------------------------- | --------------- | --------------- | --------------------------- |  |
| 1   | Alexander Niedner (1862–1930) | 1. Oktober 1924 | 1. Februar 1928 | Ruhestand                   |  |
| 2   | Karl Lorenz (1868–1931)       | 9. Februar 1928 | 16. Januar 1931 | Verstorben                  |  |
| 3   | Wilhelm Bünger (1870–1937)    | 26. Juni 1931   | 15. Juli 1934   | Übertritt zum 5. Strafsenat |  |

#### Reichsgerichtsräte
| Nr. | Name                             | Senatseintritt                                  | Senatsaustritt                         |                                             |  |
| --- | -------------------------------- | ----------------------------------------------- | -------------------------------------- | ------------------------------------------- |  |
| 1   | Alexander Baumgarten (1868–1933) | 1. April 1926 1. bzw. 4. Oktober 1928           | 18. Mai/1. Juli 1926 bzw. 1933         | Übertritt jeweils zum 5. Strafsenat         |  |
| 2   | Marcell Driver (1866–1952)       | 1. April 1926                                   | 15. Juni 1927                          | Übertritt zum 6. Zivilsenat                 |  |
| 3   | Hermann Arnold (1874–1961)       | 1. April 1926                                   | 15. Juni 1927                          | Übertritt zum 6. Zivilsenat                 |  |
| 4   | Franz Schleyer (1879–1939)       | 1. April 1926                                   | 16. November 1928                      | Übertritt zum 2. Zivilsenat                 |  |
| 5   | Karl Lorenz (1868–1931)          | 1. April 1926                                   | 9. Februar 1928                        | Ernennung zum Senatspräsidenten             |  |
| 6   | Ernst Hallamik (1870–)           | 1. April 1926                                   |                                        | Zugleich ab 18. Dezember 1925 4. Zivilsenat |  |
| 7   | Hermann Coenders (1874–)         | 1. April 1926                                   | 16. November 1928 bzw. 1. Oktober 1934 | Übertritt zum 2. Zivilsenat                 |  |
| 8   | Friedrich Helber (1870–1942)     | 1. April 1926                                   | 16. November 1928                      | Übertritt zum 2. Zivilsenat                 |  |
| 9   | Justus Bender (1870–1954)        | 1. April 1926                                   | 1. Januar 1927                         | Übertritt zum 2. Strafsenat                 |  |
| 10  | Otto Schwarz (1876–1960)         | 18. Mai 1926 bzw. 1937                          | vor 1931 bzw. 1942/43                  |                                             |  |
| 11  | Josef Brühl (1878–)              | 3. Januar 1927                                  | 1. Januar 1928                         | Ab 14. Oktober 1927 zugleich 5. Zivilsenat  |  |
| 12  | Ernst Sontag (1873–1955)         | 1. Juli 1927                                    | 4. Oktober 1928                        | Übertritt zum 2. Strafsenat                 |  |
| 13  | Jakob Richard Ruhl (1878–)       | 2. Januar 1928                                  | 4. Oktober 1928                        | Zugleich 5. Zivilsenat                      |  |
| 14  | Otto Klimmer (1878–1967)         | 16. November 1928                               | 1. Juli 1934                           |                                             |  |
| 15  | Kurt Sonntag (1877–1938)         | 1. Februar 1930                                 | 1. September 1933                      | Ruhestand                                   |  |
| 16  | Rudolf Drechsler (1876–)         | (Hilfsrichter 1. April 1930) 1. Juli 1931       | 1933                                   | Übertritt zum 5. Strafsenat                 |  |
| 17  | Heim                             | (Hilfsrichter vor 1931)                         | (Hilfsrichter vor 1932)                |                                             |  |
| 18  | Carl Hertel (1879–1958)          | (Hilfsrichter 15. Juli 1931) 15. August 1932    | 1933                                   | Übertritt zum 5. Strafsenat                 |  |
| 19  | Erich Schultze (1880–1947)       | (Hilfsrichter 23. November 1931) 1. Januar 1933 | 1934                                   | Übertritt zum 3. Strafsenat                 |  |
| 20  | Schröder                         | (Hilfsrichter vor 1932)                         | 1934                                   |                                             |  |
| 21  | Wilhelm Flor (1883–1938)         | (Hilfsrichter vor 1932) bzw. 1938               | 1933 bzw. 1938                         | Übertritt zum 5. Strafsenat bzw. verstorben |  |
| 22  | Gottlieb Full (1880–)            | (Hilfsrichter 1933)                             | 1934                                   | Übertritt zum 2. Strafsenat                 |  |
| 23  | Emil Lersch (1879–1963)          | 1. November 1933                                | 1. Juli 1934                           | Richter am Bundesgerichtshof (1950–52)      |  |
| 24  | Gerhard Rusch (1884–1936)        | (Hilfsrichter 1934)                             | 1. Juli 1934                           |                                             |  |
| 25  | Walther Froelich (1880–1945)     | 1933                                            | 1. Juli 1934                           |                                             |  |
| 26  | Carl Mengelkoch (1870–)          | 1934                                            | 1. Juli 1934                           |                                             |  |

## 1934–1945
Zum 1. Juli 1934 erhielt der bisherige VI. Strafsenat die Bezeichnung IV. Strafsenat; bisheriger IV. und V. Strafsenat wurden zum V. Strafsenat zusammengelegt. Beim IV. Strafsenat lagen nun die Strafsachen aus den Bezirken der Oberlandesgerichte Braunschweig, Breslau, Dresden, Frankfurt, Jena, Kassel und Oldenburg (1942: Breslau, Dresden, Hamm, Kattowitz) sowie die Militärstafgerichtssachen.

### Senatspräsidenten
| Nr. | Name                        | Ernennung     | Senatsaustritt |                              |  |
| --- | --------------------------- | ------------- | -------------- | ---------------------------- |  |
| 1   | Johannes Gündel (1872–1938) | 15. Juli 1934 | 1. März 1938   | Ruhestand                    |  |
| 2   | Otto Müller (1878–)         | 1. Mai 1938   | 1942/1943      |                              |  |
| 3   | Friedrich Döbig (1887–1970) | 1. Juli 1943  | 1945           | Senatspräsident OLG Nürnberg |  |

### Reichsgerichtsräte
| Nr. | Name                           | Senatseintritt                               | Senatsaustritt            |                                                 |  |
| --- | ------------------------------ | -------------------------------------------- | ------------------------- | ----------------------------------------------- |  |
| 1   | Emil Niethammer (1869–1956)    | 15. Juli 1934                                | 1936                      |                                                 |  |
| 2   | Alfred Klingsporn (1877–1938)  | 15. Juli 1934                                | 1937                      |                                                 |  |
| 3   | Paul Blumberger (1879–1946)    | 15. Juli 1934                                | 1936                      |                                                 |  |
| 4   | Paul Sellmer                   | 15. Juli 1934                                | 1936                      |                                                 |  |
| 5   | Wilhelm Fuhse (1871–)          | 1. April 1934                                | 1. Dezember 1937          | Ruhestand                                       |  |
| 6   | Ferdinand Gerlach (1886–1941), | 15. Juli 1934                                | 1937                      |                                                 |  |
| 7   | Karl Scheurlen (1888–1945)     | (Hilfsarbeiter 11. Mai 1933) 1. April 1935   | 1938                      | Übertritt zum 3. Strafsenat                     |  |
| 8   | Fritz Rheinisch (1868–1953)    | 15. Juli 1934                                | 1. Februar 1935           | u. a. Präsident Wiedergutmachungskammer         |  |
| 9   | Wilhelm Menges (1894–1963)     | (Hilfsarbeiter 1935)                         | (Hilfsarbeiter 1936/1937) | Übertritt zum 4. Strafsenat                     |  |
| 10  | Otto Zoeller (1872–)           | 1937                                         | 1. Juli 1937              | Ruhestand                                       |  |
| 11  | Franz Schäfer (1879–1958)      | 6. August 1937                               | 1942/43                   | Übertritt zum 2. Strafsenat                     |  |
| 12  | Friedrich Wagner (1895–)       | (Hilfsarbeiter 1937) 1. April 1938           | 1942/43                   | 1939 Einberufung zur Luftwaffe; 1945 ohne Senat |  |
| 13  | Anton Neuß (1885–1957)         | (Hilfsarbeiter 1938) 1. Mai 1938             | 1942/43                   |                                                 |  |
| 14  | Richard Francke (1886–1947)    | (Hilfsrichter 16. Mai 1938) 1. Dezember 1939 | 1942/43                   | Übertritt zum 2. Strafsenat                     |  |
| 15  | Alfred Grahn (1885–1947)       | (Hilfsarbeiter 2. Januar 1939)               | (Hilfsarbeiter 1939)      |                                                 |  |
| 16  | Hugo Luschin (1878–1946)       | 31. März 1939 bzw. 1944                      | 1940 bzw. 1945            | Zugleich 5. Strafsenat                          |  |
| 17  | Heinrich Hackl (1893–)         | 31. März 1939                                | 1943                      | Übertritt in den 5. Zivilsenat                  |  |
| 18  | Friedrich Everling (1891–1958) | 15. Dezember 1941                            | 1942/43                   |                                                 |  |
| 19  | Hans Iber (1886–1946)          | 1943/44                                      | 1945                      |                                                 |  |
| 20  | Karl Schörlin (1882–1955)      | 1943/44                                      | 1945                      |                                                 |  |
| 21  | Julius Sponsel (1887–)         | 1943/44                                      | 1945                      |                                                 |  |
| 22  | Franz Zeidler (1883–1945)      | 1943/44                                      | 1945                      |                                                 |  |
| 23  | Hugo Hornung (1894–)           | 1. Januar 1943                               | 1945                      |                                                 |  |
| 24  | Robert Kauer (1901–1953)       | 3. April 1943                                | Sommer 1944               | Einberufung                                     |  |
| 25  | Karl Pawelka (1890–1948)       | 1945                                         |                           |                                                 |  |